# Sư đoàn Bộ binh 121 (Đức Quốc Xã)
Sư đoàn Bộ binh 121 là một sư đoàn bộ binh của Đức Quốc xã được thành lập trong giai đoạn chiến tranh thế giới thứ 2. Sư đoàn 121 nằm trong biên chế của Quân đoàn 28.

## Sĩ quan chỉ huy
- Tướng Curt Jahn, ngày 05 tháng 10 năm 1940 - ngày 06 tháng 5 năm 1941
- Trung tướng Otto Lancelle, ngày 6 tháng 5 năm 1941 - ngày 8 tháng 7 năm 1941
- Tướng Martin Wandel, ngày 08 tháng 7 năm 1941 - ngày 11 tháng 11 năm 1942
- Tướng Helmuth Prieß, ngày 11 tháng 11 năm 1942 - tháng 3 năm 1944
- Thiếu tướng Pauer Ernst von Arlau, tháng 3 năm 1944 - ngày 01 tháng 6 năm 1944
- Trung tướng Rudolf Bamler, ngày 01 tháng 6 năm 1944 - ngày 27 tháng 6 năm 1944
- Tướng Helmuth Prieß, ngày 27 Tháng 6, 1944 - ngày 10 Tháng bảy 1944
- Tướng Theodor Busse, ngày 10 tháng 7 năm 1944 - ngày 1 tháng 8 năm 1944
- Trung tướng Werner Ranck, ngày 1 tháng 8 năm 1944 - ngày 30 tháng 4 năm 1945
- Thiếu tướng Ottomar Hansen, ngày 30 tháng 4 năm 1945 - ngày 08 tháng 5 năm 1945